# 東三河司頭
東三河司頭（ひがしみかわしとう）は、軍記物の『牛窪記』に初出の戦国時代の東三河地方に存在し同地方の牛窪を拠点とした有力土豪を指す用語。戦国時代当時の用語ではない。今川氏の役職にも、その名前は見えないことから、『牛窪記』の著者の造語の可能性がある。

## 概要
『牛窪記』の前段に「その頃は当国并びに駿州・遠州の三国は今川氏輝公の下知である。そういう訳で、牧野・岩瀬・野瀬・真木・山本・稲垣・牧等の人々を、東三河の司頭と定めた」（原文現代語訳）という内容がある。
しかし、今川氏輝が当主であった時代は、西三河の松平清康が当主であった時代と重なっており、同じ三河国内で最大の勢力である松平氏の勢威が、東三河に一時的にも及んでいた時代に、牧野氏等が、今川氏配下で東三河の司頭であったかは疑問。
すなわち、同時代文書にはこの用語の使用例は見あたらず、実際に戦国大名今川氏がこの職名を分国内で使用していたかは確認ができない。
また、同じ『牛窪記』でも「牛久保六騎」や「牛久保六人の衆」という用語が今川義元の記述のあたりから散見され、逆にこの用語「東三河司頭」は使われなくなっている。
東三河司頭の勢力範囲については、牧野・岩瀬・野瀬・真木・山本・稲垣・牧などの人々が、今川氏の東三河の進出の拠点となったとする意味で、実際に東三河全域の覇権を握っていたわけではない。
- 出典『牛窪記』（三河文献集成・近世編、近藤恒次編、国書刊行会）

## 類似事項
類似事項として、永正2年（1505年）の今橋城（吉田城）築城時に、室町将軍の足利義稙が、牧野古白に三河国諸士旗頭に任じたというが、永正2年当時に足利義稙は将軍ではなく、また室町幕府にそのような役職はなく、『牧野氏呈譜』の記述には疑問がある。
また、『徳川実紀』には、「洞院中納言實熈といへる公卿が、公武（朝廷・幕府）に請ひて、松平泰親を三河一國の眼代（国司の目代）に任ぜられしかば。是より三河守と称せらる。」という記述があり、牧野古白の「三河国諸士旗頭」という記述と矛盾もあるが、両者ともに傍証が乏しく客観的根拠は薄弱である。
『豊橋市史』第1巻によると、「宮島伝記」には今橋城の築城の逸話として、峯野城（今橋城の別称という）と号し、今川殿より、牧野古白が城主に任命され、東三河の司頭になったという。上述の三河国諸士旗頭の逸話と類似する。